# 小行星4056
小行星4056（英語：4056 Timwarner）是一颗围绕太阳公转的小行星。1985年3月22日，愛德華·鮑威爾在可可尼诺县发现了此天体。
这颗小行星的绝对星等为354.97482等。